# Corporación de Internet para la Asignación de Nombres y Números
La Corporación de Internet para la Asignación de Nombres y Números (en inglés: Internet Corporation for Assigned Names and Numbers; ICANN) es una organización sin fines de lucro fundada el 18 de septiembre de 1998 con objeto de encargarse de cierto número de tareas realizadas con anterioridad a esa fecha por otra organización, la IANA. Su sede radica en Los Angeles.

## ¿Qué es ICANN?
ICANN es una organización que opera a nivel multinacional/internacional y es la responsable de asignar las direcciones del protocolo IP, de los identificadores de protocolo, de las funciones de gestión del sistema de dominio y de la administración del sistema de servidores raíz.
En un principio, estos servicios los realizaba IANA (Internet Assigned Numbers Authority) y otras entidades del gobierno estadounidense.
ICANN se dedica a preservar la estabilidad de Internet por medio de procesos basados en el consenso.

## Papel de ICANN
ICANN coordina la administración de los elementos técnicos del Sistema de Nombres de Dominio (DNS) para garantizar la resolución unívoca de los nombres, de esta manera los usuarios puedan encontrar todas las direcciones IP sin ser repetidas.

## Funcionamiento de ICANN
En la actualidad, la ICANN está formalmente organizada como una corporación sin fines de lucro y de utilidad pública. Está administrada por una Junta de Directores, que está compuesta por seis representantes de las organizaciones de apoyo, subgrupos que se ocupan de las secciones específicas de las políticas de ICANN en virtud de la competencia, ocho representantes independientes del interés público general, seleccionados a través de un Comité de Nominaciones que representa a todas las circunscripciones de la ICANN, y el presidente y Director Ejecutivo, nombrado por el resto de la Junta.
En la actualidad hay tres organizaciones de apoyo: la GNSO (Generic Names Supporting Organization) se ocupa de la formulación de políticas sobre dominios genéricos de nivel superior, ccNSO (Country Code Names Supporting Organization) se ocupa de la elaboración de políticas relativas a códigos de países en dominios de nivel superior, la ASO (Address Supporting Organization) se ocupa de la formulación de políticas en direcciones IP.
ICANN también se basa en algunos comités consultivos para recibir asesoramiento sobre los intereses y necesidades de los interesados que no participen directamente en las organizaciones de apoyo. Entre ellos figuran el Comité Asesor Gubernamental (GAC), que está integrado por representantes de un gran número de gobiernos nacionales de todo el mundo; el ALAC (At-Large Advisory Comité), que está integrado por representantes de organizaciones de los distintos usuarios de Internet de todo el mundo; el sistema DNS y TLG (Technical Liaison Group) compuesto por representantes de otras organizaciones técnicas internacionales de Internet.

## Procedimientos
ICANN periódicamente sostiene reuniones públicas de rotación entre los continentes para fomentar la participación mundial en sus procesos. Los críticos argumentan que los lugares de estas reuniones se encuentran a menudo en los países con menor uso de Internet. Lo que se quiere dar a conocer es que ICANN tiene mandato en todo el mundo y una parte esencial de su misión es fomentar el uso de Internet donde es débil.
ICANN se constituyó oficialmente en el estado de California el 30 de septiembre de 1998 debido a la iniciativa de Jon Postel, uno de sus fundadores. Originalmente con su sede en Marina del Rey, en el mismo edificio que el Instituto de Ciencias de la Información de la Universidad del Sur de California, sus oficinas ahora se encuentran en el vecindario Playa Vista de Los Ángeles.
Las resoluciones de la junta de ICANN se publican en su página web para que las pueda consultar todo el mundo.

## Política Uniforme
Una de las tareas que se le pidió que realizara es abordar la cuestión del nombre de dominio propiedad del gTLD. ICANN intentó que esa política fuera elaborada en estrecha cooperación con la Organización Mundial de la Propiedad Intelectual (OMPI), y el resultado ha pasado a ser conocido como la Política de Resolución de Disputas de Nombres de Dominio Uniformes (UDRP).
Esta política esencialmente intenta proporcionar un mecanismo de respuesta rápida, económica y razonable de resolución de conflictos de nombres de dominio.

## Historia
El mandato original de la ICANN provino del Gobierno de los Estados Unidos durante el gobierno de Bill Clinton y George W. Bush. El 30 de enero de 1998, el Consejo Nacional de Telecomunicaciones y Administración de Información (NTIA), una agencia del Departamento de Comercio de los EE. UU., comentó que era necesaria "una propuesta para mejorar la gestión técnica de Internet los nombres y las direcciones". Esto devino en una propuesta de elaboración de normas llamado "Libro Verde".
Se publicó en el Registro Federal el 20 de febrero de 1998, y ofrecía oportunidades para comentarios del público. NTIA recibió más de 650 observaciones desde el 23 de marzo de 1998, hasta cuando se cerró el periodo de comentarios.
El Libro Verde propuso ciertas acciones destinadas a privatizar la gestión de Internet, los nombres y las direcciones de una manera que permita el desarrollo de sólidas competencias y facilite la participación global en la gestión de Internet. Además, propone para la discusión una serie de cuestiones relacionadas con la gestión de DNS, incluido el sector privado. ICANN se creó en respuesta a esta política.
Entre septiembre y octubre de 2003, la ICANN desempeñó un papel crucial en el conflicto en torno a VeriSign's "wild card", un servicio de DNS. Después de una carta abierta de la ICANN, un ultimátum a VeriSign, la empresa voluntariamente terminó el servicio el 4 de octubre de 2003. Tras este paso, VeriSign presentó una demanda contra ICANN el 27 de febrero de 2004, alegando que ICANN había sobrepasado su autoridad, buscando a través de la demanda para reducir la ambigüedad sobre la autoridad de ICANN. La lucha contra los monopolios VeriSign componente de la reclamación fue desestimada en agosto de 2004.
El 17 de mayo de 2004, ICANN publicó un proyecto de presupuesto para el año 2004-05. Incluyó propuestas para aumentar la transparencia y el profesionalismo de sus operaciones, y aumenta en gran medida su propuesta de gasto. El Consejo Europeo Nacional de dominio de nivel superior Registros (CENTR), que representa los registros de Internet de 39 países, rechazó el aumento, acusando a ICANN de una falta de prudencia financiera. A pesar de las críticas, se llegó a un acuerdo de registro para los dominios de nivel superior.JOBS y.TRAVEL que incluye una tasa de 2 dólares por cada dominio de las empresas autorizadas.
Junto con el éxito de las negociaciones .TRAVEL y .JOBS, los nombres de dominio .MOBI, y .CAT son algunos de los nuevos dominios de nivel superior establecidos por ICANN.
El 10 de mayo de 2006 la ICANN no aprobó un plan para un nuevo ".XXX" sufijo que han sido designados para los sitios web con contenido pornográfico. ICANN rechazó formalmente ".XXX" el 30 de marzo de 2007 durante su reunión en Lisboa, Portugal, aunque posteriormente, el 25 de junio de 2010, decidieron dar vía libre al sufijo que finalmente vio la luz a principios de 2011.
El 26 de julio de 2006, el Gobierno de los Estados Unidos renovó el contrato con la ICANN para la ejecución de la IANA por un período adicional de cinco años.
El 10 de marzo de 2016, ICANN firmó un histórico acuerdo con el Departamento de Comercio de los Estados Unidos que liberó a ésta de su supervisión. Así, el 1 de octubre de 2016, ICANN fue liberado del control de los Estados Unidos.
El 17 de marzo de 2006 se habilita para el público el dominio de primer nivel .cam

## Logros
ICANN estableció la competencia en el mercado para los registros de nombres de dominio genéricos de primer nivel quitando el monopolio. Implementó la Política de Resolución de Disputas de Nombres de Dominio Uniformes (UDRP). Ha adoptado normas generales para nombres de dominios internacionalizados (IDN), lo que ha permitido el registro de dominios en muchos idiomas, cada zona tiene sus registros permitidos.

## Alternativas
Se han sugerido alternativas a ICANN para la gestión de nombres DNS y el espacio de direcciones, entre ellas:
- Dejar que el Gobierno de los EE. UU. realice las tareas de la ICANN directamente.
- Asignación de tareas del ICANN a la Unión Internacional de Telecomunicaciones.
- Dejar al Registro Regional de Internet gestionar las direcciones.
- El abandono de todo control y dejar que los nombres DNS sean gratuitos para todos.
- La creación de una nueva organización sin fines de lucro sin ningún vínculo con la actual, como por ejemplo OpenNIC.

## Próximos retos
- Implementar nombres de dominio internacionalizados y nuevos dominios de nivel superior genéricos.
- Aumentar la seguridad y estabilidad de los identificadores únicos de Internet.
- Supervisar el agotamiento del espacio de direcciones IPv4 y liderar el cambio hacia la adopción del IPv6.
- Mantener y mejorar la confianza en el mercado de dominios de nivel superior genéricos.
- Luchar por la excelencia en las operaciones clave.
- Fortalecer el modelo de múltiples partes interesadas de ICANN para atender la creciente demanda y las necesidades cambiantes.
- Reforzar la responsabilidad y el gobierno.
- Garantizar la estabilidad financiera y la responsabilidad.